# Іван Горан Ковачич
- У Вікіджерелах є Ivan Goran Kovačić

Іван Горан Ковачич (хорв. Ivan Goran Kovačić, МФА: [ǐv̞an gɔ̝̌ran kɔ̝̌v̞atʃitɕ]; 21 березня 1913, Луковдол, Горський Котар, тепер Врбовско, Хорватія — 13 липня 1943, Врбиця, тепер Боснія і Герцеговина) — хорватський поет, письменник, перекладач, солдат, антифашист.

## З біографії та творчості

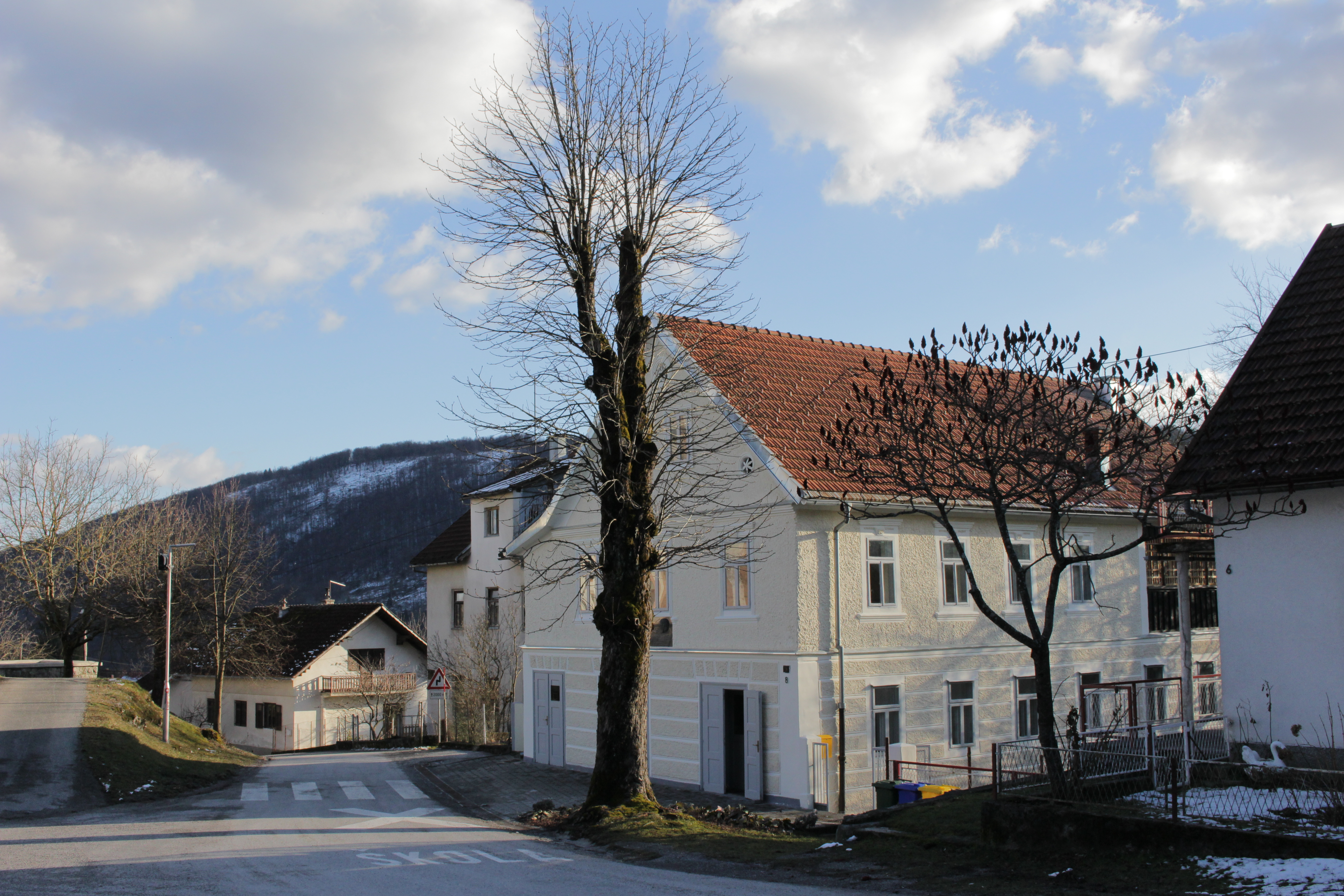
Рідна хата Івана Горана Ковачича в Луковдолі.

Народився в селі Луковдол, неподалік від Врбовско в Гірському Котарі.
Навчався в Загребському університеті (1932).
Друкувати вірші почав з 16-річного віку. Виступав як поет, прозаїк, критик, перекладач. У 1936 році опублікував збірку новел з селянського життя «Дні гніву», яка принесла йому широку популярність. У творі автор змалював нужденне життя селянства. Ковачич перекладав твори В. Шекспіра, П. Б. Шеллі, А. Рембо, С. Єсеніна.
Іван Горан Ковачич — учасник народно-визольної боротьби народів Югославії супроти нацистів. У грудні 1942 року він вступив у антифашистський партизанський загін.
Свій найвідоміший твір — поему «Яма» (видана у 1945 році) — Іван Горан Ковачич написав у загоні патризанів, що вів бойові дії проти німецьких частин і сербських четників, які їх підтримували, в районі міста Лівно (Боснія і Герцеговина). Твір присвячений пам'яті загиблих від рук фашистів, уперше поема була видана в 1945 році, потому безліч разів перевидана. «Яма» вважається одним з найвизначніших творів югославської і хорватської літератури XX століття, в СФРЮ вона входила в шкільну програму, її перекладено на більшість європейських мов, включно з українською.
13 липня 1943 року Іван Горан Ковачич загинув у бою з четниками в районі Врбиці (Боснія і Герцеговина).
Збірка віршів «Вогні і троянди», написана на фольклорному матеріалі кайкавицею, та деякі інші твори Ковачича були опубліковані вже після його смерті.
На честь Івана Горана Ковачича названа бібліотека міста Карловаца, йому встановлено ряд пам'ятників. Поль Елюар написав поему «Могила Горана Ковачича», у 1979 році югославські кінематографісти зняли фільм «Іван Горан Ковачич».

## Твори
- "Lirika" (1932);
- "Dani gnjeva" (1936);
- "Ognji i rože" (видано посмертно);
- "Sveti psovač" (видано посмертно);
- "Eseji i ocjene" (видано посмертно);
- "Jama";
- "Pada snijeg,pada snijeg".

Окремі твори І. Г. Ковачича українською переклали Р. Лубківський, З. Гончарук. З українських перекладів — Ранок (у книзі Слов'янське небо. Лв., 1972); [Вірші] (в книзі Ядран., К., 1986); «Яма» (у перекладі Захара Гончарука, «Всесвіт» №8 за 1980 рік).

## Виноски
1. 1 2 3 4  Чеська національна авторитетна база даних
2. ↑  Пащенко Є. М. Ковачич Іван Горан // Українська літературна енциклопедія : В 5 т. / редкол.: І. О. Дзеверін (відповід. ред.) та ін. — К. : Голов. ред. УРЕ ім. М. П. Бажана, 1990. — Т. 2 : Д—К.  — С. 514

## Джерело, посилання та література
- Сайт, присвячений поету [Архівовано 3 вересня 2011 у Wayback Machine.] (хор.)
- Пащенко Є. М. Ковачич Іван Горан // Українська літературна енциклопедія : В 5 т. / редкол.: І. О. Дзеверін (відповід. ред.) та ін. — К. : Голов. ред. УРЕ ім. М. П. Бажана, 1990. — Т. 2 : Д—К.  — С. 514
- Гончарук З. Подвиг Івана Горана Ковачича. // «Всесвіт» № 8 за 1980 рік
- Leksikon hrvatskih pisaca, ur. Dunja Fališevac, Krešimir Nemec, Darko Novaković, Zagreb: Školska knjiga, 2000 (хор.)
- Іван Горан Ковачич [Архівовано 19 січня 2012 у Wayback Machine.] у БСЭ
- Юркович М., Поэт-партизан, «Иностранная литература», 1961, № 6 (рос.)
- Slavko Mihalić Ivan Goran Kovačić (хор.)